# واریز، مسل
واریز، مسل (به فرانسوی: Varize, Moselle) یک کمون در فرانسه است که در Canton of Boulay-Moselle واقع شده‌است.

## خصوصیات
واریز ۱۳٫۸۷ کیلومترمربع مساحت و 450 نفر جمعیت دارد و ۲۲۵ متر بالاتر از سطح دریا واقع شده‌است.